# Колыбабинский, Владимир Николаевич
Владимир Николаевич Колыбабинский (4 апреля 1963 — 12 февраля 2024) — подполковник Вооружённых Сил Российской Федерации, участник Афганской войны, Герой Российской Федерации (1995).

## Биография
Владимир Николаевич Колыбабинский родился 4 апреля 1963 года в с. Пасынки Шаргородского района Винницкой области УССР.
В 1984 году он окончил Рязанское высшее воздушно-десантное командное училище. Служил в Воздушно-десантных войсках.

### Афганская война 1979—1989
С ноября 1985 по декабрь 1987 года командир взвода знаменитого 350-го гвардейского парашютно-десантного полка. Участвовал в нескольких десятках боевых операций, причём, без потерь в личном составе возглавляемого подразделения.
Самой успешной оказалась операция, проведённая в марте 1987 года, когда его рота уничтожила крупную банду моджахедов. Только убитыми в банде было более 200 чел. Был захвачен крупный склад вооружения. Одних только реактивных снарядов для системы залпового огня было на складе более 10 тыс. штук, а также миномёты, пулемёты, стрелковое оружие, медикаменты.
По воспоминаниям ветерана 350 гвардейского парашютно-десантного полка Олега Пальчикова, количество захваченного вооружения казалось таким невероятным, что посмотреть на них в Кабул специально прибыли представители из Союза.

### Первая чеченская. Герой России
28 декабря 1994 года при выдвижении батальона для блокирования населённого пункта колонна попала в засаду хорошо вооружённой группировки боевиков. В критический момент лично возглавил контратаку с фланга, в ходе которой уничтожил два танка, а его группой были уничтожены две гаубицы Д-30 и убито 30 боевиков.
За мужество и героизм проявленные при выполнении специального задания гвардии майору Колыбабинскому Владимиру Николаевичу присвоено звание Герой России (Указ Президента России № 481 от 18 февраля 1996 года).
В 1996 году — командир батальона 104-го парашютно-десантного полка.
В 1999 году окончил Военную академию им. М. В. Фрунзе.
В дальнейшем преподавал на кафедре тактики в Московском военном институте.
Уволен в запас в мае 2001 года.
Скончался 12 февраля 2024 года на 61-м году жизни. Прощание состоялось 14 февраля 2024 года. Отпевание прошло в Главном Храме ВДВ. Похоронен на Федеральном военном мемориале «Пантеон защитников Отечества» Министерства обороны Российской Федерации.